# Crocifisso (Borghese di Piero Borghese)
Il Crocifisso di Borghese di Piero Borghese a Lucca è una croce dipinta a tempera su legno realizzata da Borghese di Piero Borghese nel Cinquecento, conservata nel Museo nazionale di Villa Guinigi. 

## Descrizione
È una rappresentazione di Christus patiens, il Cristo sofferente e rassegnato di fattura bizantina, il Cristo morto (kenosi) della rappresentazione orientale (bizantina) che mostra le deformazioni dovute alle percosse inflittegli: 
- Volto rivolto, emaciato afferrato dalla morte in una posa serena,
- occhi chiusi della maschera della morte,
- corpo cadente, costole sporgenti,
- nessuna oscillazione del corpo
- ferite sanguinanti (mani, piedi e fianco)
- i piedi sono sovrapposti.

Solo due figure sante accompagnano Cristo sulla croce: Maria e Giovanni, ciascuno nei tabelloni all'estremità sinistra e destra della croce. 
- Le braccia della croce sono blu con un bordo dorato.
- Cristo regna sovrano nella parte superiore della croce sopra il titolo che mostra il testo dettagliato INRI in lettere rosse.
- Il perizoma è opaco, non rivela il corpo di Cristo
- Il pannello situato ai lati di Cristo presenta uno sfondo dorato danneggiato che non rivela i motivi.
- Il pannello inferiore di soppedaneo mostra il teschio di Adamo tra le rocce del Golgota